# Фес-Саисс (аэропорт)
Аэропорт Фес-Саисс (араб. مطار فاس سايس الدولي‎; фр. Aéroport de Fès-Saïss) (ИАТА: FEZ, ИКАО: GMFF) — международный аэропорт, обслуживающий Фес, столицу региона Фес-Мекнес в Марокко. В 2017 году аэропорт впервые в своей истории преодолел отметку в миллион пассажиров, обслужив 1 115 595 пассажиров.

## Характеристики

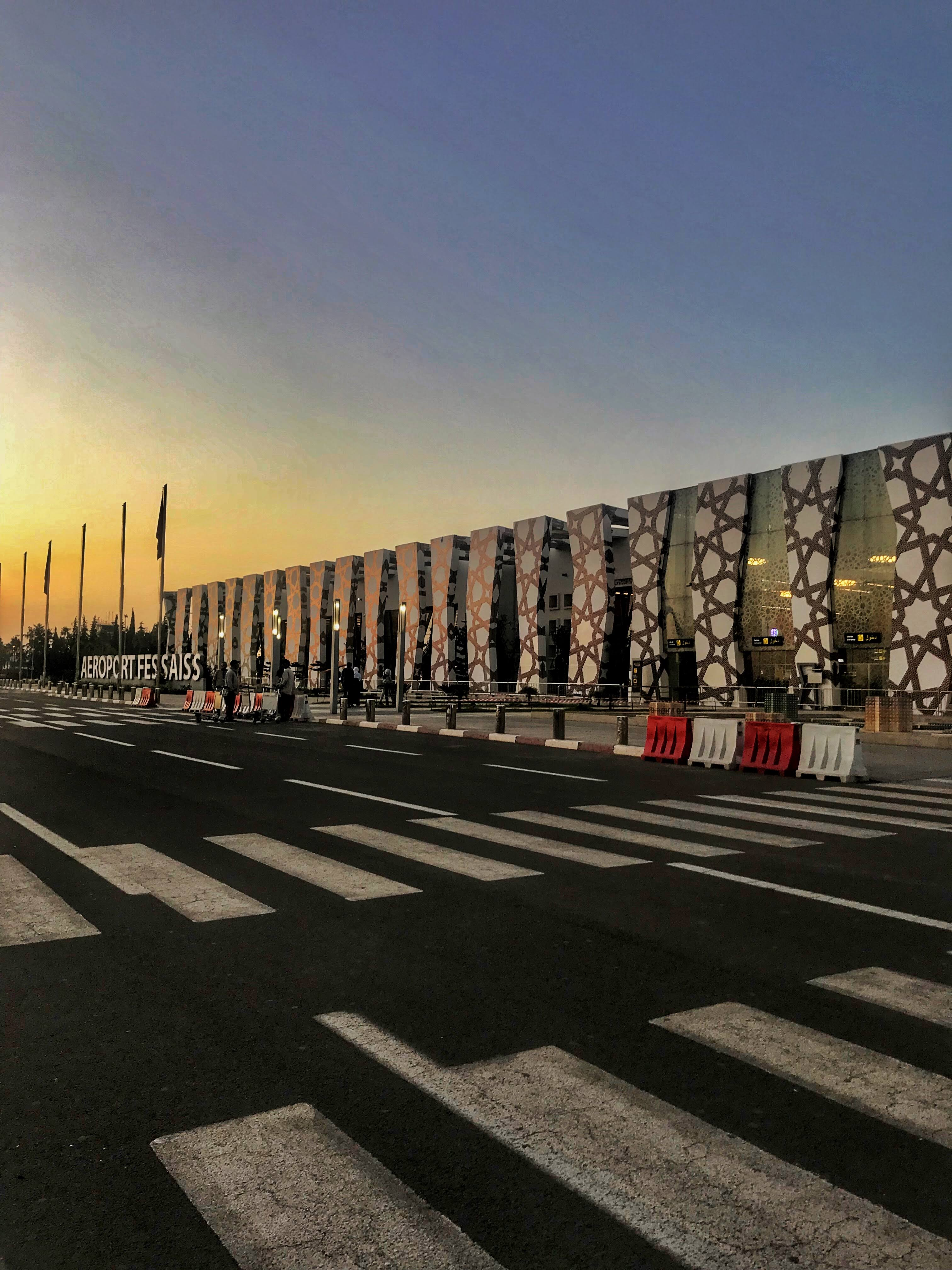
Новый терминал аэропорта.

Аэропорт находится на высоте 579 метров над средним уровнем моря. У него есть одна взлетно-посадочная полоса, обозначенная 09/27	, с асфальтовым покрытием размером 3200 × 45 метров.
Аэропорт имеет два терминала: первый, общей площадью около 5 600 м2, обслуживает внутренние рейсы и имеет номинальную пропускную способность 500 000 пассажиров в год.
Второй терминал площадью около 17 000 м2, обслуживающий международные рейсы увеличивающий пропускную способность аэропорта до 2,5 млн пассажиров в год, в настоящее время находится в эксплуатации. Его ввод в эксплуатацию был объявлен на сентябрь 2014 г., затем перенесен на март 2015 г. В июне 2017 года новый терминал был открыт королем Мухаммедом VI.
Последний также включает в себя аэроклуб «Aéroclub Royal de Fès», который предлагает обучение частных пилотов, а также предлагает первые полеты и начальные полеты.

## Пассажиропоток
Данные из запроса в Викиданные.
| 2003             | 2004             | 2005             | 2006            | 2007             | 2008             | 2009             | 2010             | 2011            | 2012              | 2013             | 2014           | 2015             | 2016            | 2017               |
| ---------------- | ---------------- | ---------------- | --------------- | ---------------- | ---------------- | ---------------- | ---------------- | --------------- | ----------------- | ---------------- | -------------- | ---------------- | --------------- | ------------------ |
| 128 778 ▲13,92 % | 189 027 ▲46,79 % | 222 522 ▲17,72 % | 228 399 ▲2,64 % | 333 929 ▲46,20 % | 409 260 ▲30,06 % | 530 432 ▲28,81 % | 743 018 ▲40,08 % | 792 611 ▲7,43 % | 654 691 ▼-17,40 % | 790 785 ▲20,79 % | 791 564 ▲0,1 % | 886 525 ▲12,00 % | 892 974 ▲0,73 % | 1 115 595 ▲24,93 % |